# Cincuenta sombras liberadas (película)
Cincuenta sombras liberadas (cuyo título original es Fifty Shades Freed) es una película dramática romántica erótica estadounidense de 2018 dirigida por James Foley y escrita por Niall Leonard, basada en la novela de 2012 del mismo nombre de E. L. James. Es la tercera y última entrega de la serie de películas Fifty Shades, siguiendo a Fifty Shades of Grey (2015) y Fifty Shades Darker (2017). La película está protagonizada por Dakota Johnson y Jamie Dornan como Anastasia Steele y Christian Grey, respectivamente, y sigue a la pareja mientras se casan y deben lidiar con el antiguo jefe de Ana (Eric Johnson), quien comienza a acosarlos.
Tras el estreno de la primera película en febrero de 2015, el desarrollo de las secuelas comenzó rápidamente. Para noviembre de 2015, Foley fue contratado para dirigir ambas secuelas, que se filmarían consecutivamente en 2016. La fotografía principal de Fifty Shades Freed comenzó simultáneamente con Darker en febrero de 2016, en París y Vancouver, y terminó en julio de 2016.
Fifty Shades Freed se estrenó en Estados Unidos el 9 de febrero de 2018, incluyendo un lanzamiento IMAX limitado. Fue un éxito de taquilla, recaudando más de $370 millones en todo el mundo con un presupuesto de producción de $55 millones, y es la película menos taquillera de la trilogía.

## Argumento
La historia se despliega con el gran matrimonio de Ana y Christian, que marca el inicio de su luna de miel en Europa. Sin embargo, su viaje se ve interrumpido abruptamente por la noticia de un robo y un incendio en la sede corporativa de Empresas Grey, perpetrado por Jack, el exjefe de Ana, despedido previamente por acoso sexual. Tras una videollamada de Ros, la asistente de Christian, se revela la posibilidad de que el accidente en el helicóptero haya sido provocado.
De vuelta en Seattle, Christian presenta a Ana su nuevo equipo de seguridad personal. Una noche, Ana es sorprendida por Jack en su habitación, intentando secuestrarla. Afortunadamente, los guardaespaldas logran liberarla y arrestar a Jack.
Días después, Christian sorprende a Ana con una nueva casa y contrata a Gia Matteo, amiga de Elliot, para reconstruirla. Sin embargo, la tensión surge cuando Gia coquetea con Christian, lo que lleva a Ana a enfrentarla y amenazar con despedirla.
Ana, desafiando los deseos de Christian, sale con su amiga Kate, quien sospecha que su relación con Elliot está en peligro debido a la cercanía entre él y Gia. Una discusión sigue entre Ana y Christian, quien es acusado de ser controlador y posesivo.
Christian sorprende a Ana con un viaje a la casa de verano de la familia Grey, en la que incluye a José su mejor amigo, donde Elliot le propone matrimonio a Kate, para sorpresa de esta última, revelándose además que Elliot le había pedido ayuda a Gia para elegir el anillo de compromiso, pero lo mantuvo en secreto como parte de la sorpresa. Días más tarde, ya de regreso en Seattle, el detective Clark, encargado de la investigación contra Jack, le revela que Hyde ha estado diciendo que tuvieron un romance el cual él quiso frenar, pero ella se negaba y durante su intento de secuestro en realidad quería hablar con ella, lo cual enfurece a Ana. El detective le revela también que Jack está apelando a libertad bajo fianza.
Después de la visita del detective, Ana va en secreto al juzgado en el que se lleva a cabo el juicio contra Jack, al que se le otorga la fianza, pero a una cantidad que su abogado no está de acuerdo, sin embargo, él permanece seguro sin alterarse por la sentencia. Esa misma noche, Ana revela a Christian que está embarazada, desencadenando una reacción inesperada por parte de él.
Después de una noche de juerga, Ana descubre que Christian ha vuelto a contactar a su ex-dominante, Elena Lincoln. Además, Jack es liberado bajo fianza, y el caos se desata cuando Mia es secuestrada por Jack. Luego, Jack le exige a Ana que traiga 5 millones de dólares en menos de 2 horas, por lo que ella deberá ir al banco para realizar la transferencia.
Ana, bajo la amenaza de Jack, toma medidas desesperadas para salvar a Mia. Con la ayuda de Christian y su equipo de seguridad, él logra rescatarla y arrestar a los culpables.
Tres días después, Ana despierta en el hospital con Christian a su lado y de paso él le dice que Jack había chantajeado a Liz, empleada de la editorial SIP, con un video sexual de ella.
Finalmente, tres años después, Christian y Ana, con su segundo hijo en camino, disfrutan de la tranquilidad en su nuevo hogar, rodeados de amor y familia.

## Elenco
- Dakota Johnson como Anastasia Rose "Ana" Grey.
- Jamie Dornan como Christian Grey.
- Eric Johnson como Jack Hyde, exjefe y acosador de Ana.
- Eloise Mumford como Katherine Agnes "Kate" Kavanagh, la mejor amiga de Ana y prometida de Elliot Grey.
- Rita Ora como Mia Grey, hermana menor adoptiva de Christian y Elliot Grey.
- Luke Grimes como Elliot Grey, hermano mayor adoptivo de Christian y Mia Grey y prometido de Kate.
- Victor Rasuk como José Rodriguez Jr, el mejor amigo de Anastasia.
- Max Martini como Jason Taylor, el chofer y guardaespaldas de Christian.
- Jennifer Ehle como Carla May Wilks, la madre de Anastasia.
- Marcia Gay Harden como Grace Trevelyan Grey, la madre adoptiva de Christian.
- Bruce Altman como Jerry Roach.
- Arielle Kebbel como Gia Matteo, arquitecta y amiga de Elliot Grey.
- Brant Daugherty como Luke Sawyer chófer y guardaespaldas de Ana.
- Callum Keith Rennie como Ray, el ex padrastro de Anastasia.
- Robinne Lee como Ros Bailey, asistente personal de Christian.
- Fay Masterson como Gail Jones, ama de llaves de Christian.
- Amy Price-Francis como Liz Morgan, empleada de SIP y cómplice de Jack.
- Ashleigh LaThrop como Hannah, compañera de trabajo, asistente y amiga de Ana.
- Tyler Hoechlin como Boyce Fox, autor popular cuyos libros son publicados por SIP.
- Hiro Kanagawa como el Detective Clark.

## Lanzamiento
Fifty Shades Freed fue estrenada el 9 de febrero de 2018 por Universal Pictures. El avance preliminar se lanzó el 10 de septiembre de 2017, seguido por el tráiler oficial el 6 de noviembre del mismo año. El segundo avance se estrenó el 1 de enero de 2018, alcanzando más de 5,000,000 de visitas.

## Recepción
Fifty Shades Freed, al igual que sus dos predecesoras, ha sido ampliamente criticada tanto por la crítica especializada como por la audiencia. Los aspectos más cuestionados incluyen su guion, narrativa, actuación y el desarrollo de los personajes. 
En el sitio web Rotten Tomatoes, la película cuenta con una calificación de aprobación del 11%, según 167 reseñas, con una puntuación promedio de 3.1/10 por parte de los críticos. Por otro lado, la audiencia le otorgó una calificación de aprobación del 38%, basada en 5422 votos, con una puntuación promedio de 2.6/5.
Metacritic ha otorgado a la película una puntuación de 31 sobre 100, basada en 43 reseñas, lo que indica "reseñas generalmente negativas". En cuanto a las audiencias de CinemaScore, le han otorgado una calificación de "B+" en una escala que va desde A+ hasta F. Por otro lado, en IMDb, los usuarios le han dado una puntuación de 4.5 sobre 10, basada en un total de 38,133 votos.

## Música
El sencillo principal de la banda sonora es, «For You», interpretado por Rita Ora y Liam Payne, fue lanzado el 5 de enero de 2018. La lista de canciones de la fue anunciada el 8 de enero de 2018, incluyendo artistas como, Julia Michaels, Sia, Jessie J, Black Atlass, Ellie Goulding, Hailee Steinfeld, Dua Lipa y Miike Snow, en el álbum que consta de 22 canciones.

### Lista de canciones
| Fifty Shades Freed: Original Motion Picture Soundtrack – edición estándar |                                                                                         |                                                |          |  |
| N.º                                                                       | Título                                                                                  | Productor(es)                                  | Duración |  |
| 1.                                                                        | «Capital Letters» (interpretado por Hailee Steinfeld y BloodPop)                        | BloodPop y Ben Rice                            |          |  |
| 2.                                                                        | «For You» (interpretado por Rita Ora y Liam Payne)                                      | Peter Karlsson, Ali Payami y Watt              |          |  |
| 3.                                                                        | «Sacrifice» (interpretada por Black Atlass y Jessie Reyez)                              | Black Atlass, Oligee y XXYYXX                  |          |  |
| 4.                                                                        | «High» (interpretado por Whethan y Dua Lipa)                                            | Whethan, John Hill y Rob Cohen                 |          |  |
| 5.                                                                        | «Heaven» (interpretado por Julia Michaels)                                              | Rissi Palmer                                   |          |  |
| 6.                                                                        | «Big Spender» (interpretado por Kiana Ledé con Prince Charlez)                          | Cotter, J Gramm, Geoffro, J Remy y Rice N Peas |          |  |
| 7.                                                                        | «Never Tear Us Apart» (interpretado por Bishop Briggs)                                  | HyBrid, Mark Jackson y Ian Scott               |          |  |
| 8.                                                                        | «The Wolf» (interpretado por The Spencer Lee Band)                                      | Lee, Joe Pringle, Wexler y Valentine           |          |  |
| 9.                                                                        | «Are You» (interpretado por Julia Michaels)                                             | Mattman & Robin                                |          |  |
| 10.                                                                       | «Cross Your Mind» (interpretada por Sabrina Claudio)                                    | Nasri y Messinger                              |          |  |
| 11.                                                                       | «Change Your Mind» (interpretado por Miike Snow)                                        | Miike Snow                                     |          |  |
| 12.                                                                       | «Come On Back» (interpretado por Shungudzo Kuyimba)                                     | Shungudzo Kuyimba y Palmer                     |          |  |
| 13.                                                                       | «I Got You (I Feel Good)» (interpretada por Jessie J)                                   | DJ Camper                                      |          |  |
| 14.                                                                       | «(Ta Meilleure Ennemie) Pearls» (interpretado por Samantha Gongol con Juliette Armanet) | Marrone                                        |          |  |
| 15.                                                                       | «Deer In Headlights» (interpretada por Sia)                                             | Oliver Kraus                                   |          |  |
| 16.                                                                       | «Diddy Bop» (interpretado por Jacob Banks y Louis the Child)                            | Louis the Child                                |          |  |
| 17.                                                                       | «Love Me Like You Do (Fifty Shades Freed Version)» (interpretada por Ellie Goulding)    | Max Martin y Payami                            |          |  |
| 18.                                                                       | «Freed» (interpretado por Danny Elfman)                                                 | Elfman                                         |          |  |
| 19.                                                                       | «Seeing Red» (interpretada por Danny Elfman)                                            | Elfman                                         |          |  |

| Fifty Shades Freed: Original Motion Picture Soundtrack – bonus tracks |                                                                            |                   |          |  |
| N.º                                                                   | Título                                                                     | Productor(es)     | Duración |  |
| 20.                                                                   | «Maybe I'm Amazed» (interpretado por Jamie Dornan)                         | Harvey Mason Jr.  |          |  |
| 21.                                                                   | «Cross Your Mind» ((Versión en español) (interpretada por Sabrina Claudio) | Atweh y Messinger |          |  |
| 22.                                                                   | «Pearls» (interpretada por Samantha Gongol)                                | Marrone           |          |  |